# Estádio da Mata Real
Het Estádio Capital do Móvel is een voetbalstadion in de Portugese stad Paços de Ferreira. Het stadion heeft een capaciteit van 9.076 zitplaatsen. Het stadion werd gebouwd in 1973 en officieel geopend op 7 oktober 1973 als het Estádio da Mata Real. De vaste bespeler is FC Paços de Ferreira, dat tevens de eigenaar is van het complex. Het stadion werd zowel in 2000 en 2013 gedeeltelijk gerenoveerd.